# Adenia densiflora
Adenia densiflora är en passionsblomsväxtart som beskrevs av Hermann August Theodor Harms. Adenia densiflora ingår i släktet Adenia och familjen passionsblomsväxter. Inga underarter finns listade i Catalogue of Life.